# Matthew Southgate
Matthew Southgate (31 augustus 1988) is een golfprofessional uit Engeland.

## Amateur
Matt was lid van de Thorpe Hall Golf Club en won daar het jeugdkampioenschap toen hij veertien jaar was. Later speelde hij voor Essex. Met hen won hij het County Championship.
In 2009 werd hij gevraagd voor het A-team van de Engelse Federatie. 
In 2010 won hij in de stromende regen de St Andrews Links Trophy. Eind 2010 ging hij als amateur naar de Tourschool, maar had twee slagen te veel om een spelerskaart te krijgen. Daarna werd hij professional.

### Gewonnen
- West Midlands Amateur Open, 2008
- Essex Amateur Champion, 2009, 2010
- St Andrews Links Trophy, 2010 (275, 013)

### Teams
- Bonallack Trophy: 2008 (winnaars), 2010 (geannuleerd wegens de vulkaanuitbarsting onder de Eyjafjallajökull op IJsland)

## Professional
In 2011 speelde hij op de Europese Challenge Tour. Zijn rookie-seizoen eindigde op de 22ste plaats waardoor hij rechtstreeks naar de Finals van de Tourschool kon gaan, hoewel hij kort daarvoor een schouderblessure had.